# Morten Gamst Pedersen
Morten Gamst Pedersen (Vadsø, Noruega, 8 de septiembre de 1981) es un exfutbolista noruego. Se desempeñaba como centrocampista.
Disputó más de 200 partidos en el Blackburn Rovers de Inglaterra.

## Selección nacional
Fue internacional absoluto por la selección de Noruega entre 2004 y 2014, con la que disputó 83 partidos.

## Clubes
| Club                   | País       | Año       |
| ---------------------- | ---------- | --------- |
| Tromsø IL              | Noruega    | 2000-2004 |
| Blackburn Rovers F. C. | Inglaterra | 2004-2013 |
| Karabükspor            | Turquía    | 2013-2014 |
| Rosenborg Ballklub     | Noruega    | 2014-2016 |
| Tromsø IL              | Noruega    | 2016-2019 |
| Alta IF                | Noruega    | 2020-2022 |
| Åsane Fotball          | Noruega    | 2022      |
| Ranheim Fotball        | Noruega    | 2023      |

## Palmarés

### Títulos nacionales
| Título          | Club               | País    | Año  |
| --------------- | ------------------ | ------- | ---- |
| Tippeligaen     | Rosenborg Ballklub | Noruega | 2015 |
| Copa de Noruega | Rosenborg Ballklub | Noruega | 2015 |